# Finally
«Finally» es el sexto sencillo de la cantante estadounidense Fergie. La canción aparece en el primer álbum de la cantante, The Dutchess. La canción fue lanzada en formato digital en marzo de 2008 con la colaboración de John Legend al piano.

## Actuaciones
- Fergie y Legend cantaron la canción juntos en la 50 edición de los Premios Grammys.
- Fergie ha interpretado el tema en varios programas de la televisión estadounidense, Dick Clark's, New Years Rockin' Eve y En el Show de Tyra Banks
- Fergie junto a Legend actuó en una edición especial de American Idol el 9 de abril de 2008.
- Fergie también cantó la canción en un episodio del programa de Nickelodeon "Dance on Sunset".

## Vídeo musical
Oficialmente no existe un video de la canción. Fergie y Legend grabaron un pequeño video en Los Ángeles inspirado en los videos de Frank Sinatra en el que John Legend aparecía al piano . El videoclip estaba pensado para ser lanzado a finales de abril pero la fecha fue aplazada para finales de mayo. Poco después la propia Fergie anunció que el lanzamiento del video había sido cancelado. Los motivos son desconocidos pero se piensa que es debido a las bajas ventas del sencillo.

## Listas de éxitos
Finally llegó al número 1 en el Billboard Bubbling Under Hot 100. Fue el primer sencillo de Fergie que no consiguió ingresar en el Billboard Hot 100, ni siquiera logró entrar en la lista porque su venta en Airplay fue relativamente baja. La causa de estas débiles ventas puede ser que la canción no tenía un vídeo que la ayudara a promocionarse.
| País           | Lista (2008)                     | Mejor posición |
| -------------- | -------------------------------- | -------------- |
| Canadá         | Canadian Hot 100                 | 61             |
| Canadá         | Billboard Hot Digital Singles    | 41             |
| Corea del Sur  | Gaon International Chart         | 189            |
| Estados Unidos | Billboard Bubbling Under Hot 100 | 1              |
| Estados Unidos | Billboard Pop 100                | 64             |
| Estados Unidos | Billboard Top 40 Mainstream      | 34             |